# Sardana Trofimowa
Sardana Alexandrowna Trofimowa (russisch Сардана Александровна Трофимова; engl. Transkription Sardana Trofimova; * 28. März 1988 in Jakutsk, Russische FSR, UdSSR) ist eine kirgisisch-russische Leichtathletin, die sich auf den Langstreckenlauf spezialisiert hat und seit November 2022 für Kirgisistan startberechtigt ist.

## Sportliche Laufbahn
Sardana Trofimowa siegte 2014 in 2:28:18 h beim Tolouse-Marathon und im Jahr darauf in 2:29:30 h beim Kasan-Marathon. 2017 und 2018 siegte sie in Moskau sowie 2018 auch in Wolgograd und 2019 gelangte sie bei den Weltmeisterschaften in Doha nach 2:52:46 h auf Rang 22. In den Jahren 2018, 2020 und 2021 wurde Trofimowa russische Meisterin im Marathonlauf.
2023 nahm sie für Kirgisistan an den Asienspielen in Hangzhou teil und gewann dort in 2:28:41 h die Bronzemedaille hinter der Bahrainerin Eunice Chumba und Zhang Deshun aus der Volksrepublik China. Bei den Olympischen Spielen 2024 in Paris beendete sie den Marathonwettbewerb in der Zeit von 2:26:47 h auf dem 14. Platz.

## Persönliche Bestleistungen
- Halbmarathon: 1:13:05 h, 23. April 2016 in Ufa
- Marathon: 2:24:38 h, 25. Oktober 2015 in Frankfurt am Main